# Hoyos de Miguel Muñoz
Hoyos de Miguel Muñoz là một đô thị trong tỉnh Ávila, Castile và León, Tây Ban Nha. Theo điều tra dân số 2006 (INE), đô thị này có dân số là 46.